# 林又一郎

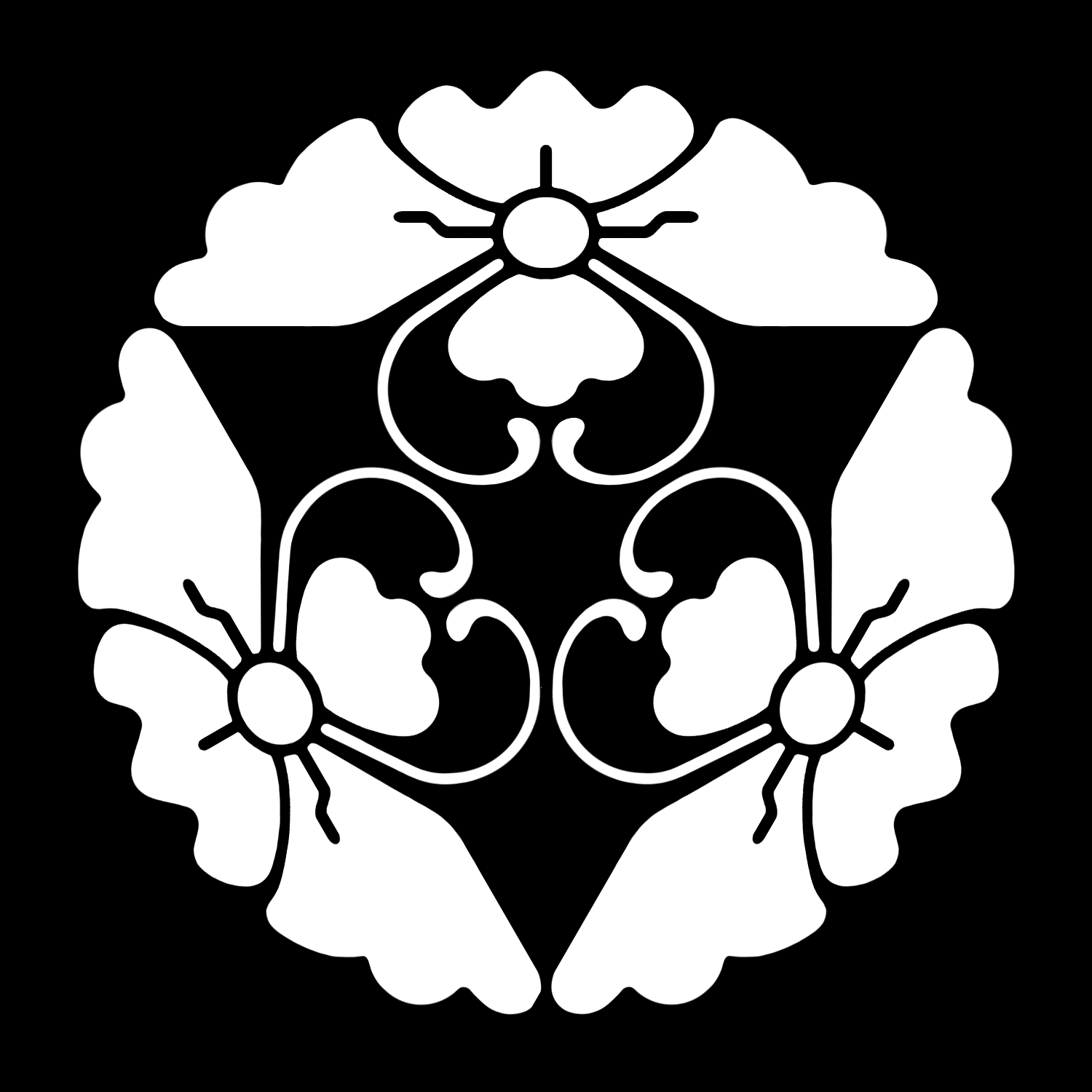
花菱三つ蝶

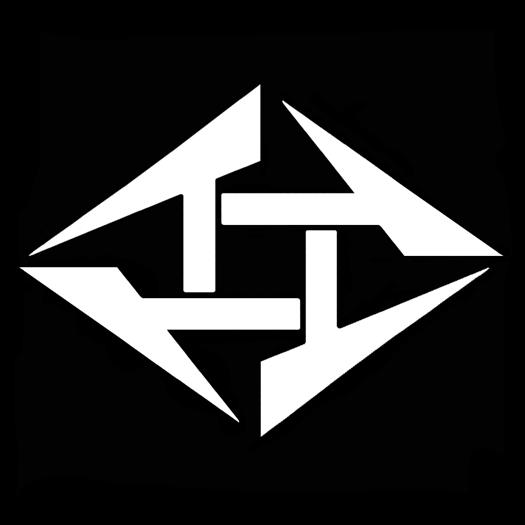
イ菱

林 又一郎（はやし またいちろう）は、歌舞伎役者の名跡。屋号は成駒屋。定紋は花菱三ツ蝶、替紋は又一イ菱。

## 解説
「林又一郎」は、天正末年に豊臣秀吉に願い出て、京二条柳町に茶屋街をつくった林又一郎に由来する。又一郎はそこで遊女屋を営み、遊女歌舞伎の「又一大歌舞伎」を作ってその名を轟かせた。この茶屋街は秀吉の死後、六条三筋町を経て朱雀野の地に移転し島原遊廓と呼ばれるようになるが、又一郎はそれを一通り見届けると、こんどは寛文年間に大坂の新町遊廓に妓楼・扇屋を開いた。この扇屋は以後この又一郎の子孫代々がその経営にあたって幕末に至る。
安政年間、この扇屋の一人娘・妙（たえ）が役者の四代目嵐珏蔵と恋仲になり、ふたりの間には一男・玉太郎が生まれる。珏蔵は惚れた女と授かった息子のためにと、いったんは役者を廃業して扇屋に入婿する。しかし芝居を諦めきれず、結局女房子供と家を捨て、役者に戻って舞台に立つ道を選んだ。この珏蔵が四代目中村歌右衛門に弟子入りし、やがて認められてその養子となり、三代目中村翫雀の大名跡を襲名するに至る。
この父の名声が大阪中に響き渡るようになると、居ても立ってもいられなくなったのが林玉太郎だった。物心ついた玉太郎は自らの出自を知ると、父の後を追うようにして家を出て役者となってしまう。これが後の初代中村鴈治郎である。一方、入婿には義絶され、一人息子にも家出同然に逃げられた扇屋は、この妙の代に経営が傾いて没落してしまう。
鴈治郎の長男・長三郎は、明治34年 (1901) の初舞台以来、長らく本名の「林長三郎」で舞台をつとめていたが、それもこの歴史ある「林」の家名が絶えてしまうことを嫌ったためだった。祖父が名乗った「翫雀」は中村歌右衛門一門の中でも大名跡の一つに数えられるものであり、また父が名乗る「鴈治郎」は父が一代で関西歌舞伎を代表する大名跡にのしあげたものだったが、長三郎はこの双方を弟に譲ってまで「林」を名乗ることにこだわり続けた。そして昭和17年 (1942) になって二代目として襲名したのが、祖宗の名である「林又一郎」だったのである。

## 林又一郎代々
- 初　代 林 又一郎
  - 二条柳町茶屋街を拓いた京の町人、生没年不詳。戦国浪人で、はじめ秀吉の馬廻りとして仕えていたともいう。
  - 林又市郎 → 初代林又一郎

- 二代目 林 又一郎
  - 初代中村鴈治郎の長男、1893–1966。
  - 林長三郎 → 二代目林又一郎